# Adinopsis
Adinopsis é um género de besouro pertencente à família Staphylinidae.
As espécies deste género podem ser encontradas na América.

## Espécies
Espécies (lista incompleta):
- Adinopsis africana Cameron, 1950
- Adinopsis angusta (Sharp, 1883)
- Adinopsis australis (Fauvel, 1878)